# Dawn of Dreams
Dawn of Dreams war eine 1994 gegründete und 2002 aufgelöste Death-Doom- und Gothic-Metal-Band.

## Geschichte
Dawn of Dreams wurden am 16. April 1994 in Tirol als Crust-Core-Band gegründet. Die Band entwickelte sie allerdings schnell zu einem Death-Doom- und Gothic-Metal-Projekt. Bereits das 1995 veröffentlichte Demo Visions in the Twilight orientierte sich am Gothic Metal und Death Doom. Das Debüt Amber erschien 1997 über Candlelight Records, ebenso wurde das zweite Album Fragments über Candlelight Records veröffentlicht. Im Jahr 2000 erschien mit Songs of Love and Pain eine EP über Visionaire, gefolgt von dem Album Eidolon 2001 über Hammer Müzik. Bis zum Jahr 2002 blieb die Band noch aktiv.
Die Veröffentlichungen der Gruppe wurden in ihrer aktiven Zeit kaum beachtet. Jan Müller von Metal1.info beschrieb den mangelnden Erfolg der Gruppe als exemplarischen Vorgang und Dawn of Dreams als Teil besonders hochwertiger „Bands, die einfach vergessen wurden und sich vermutlich leicht frustriert irgendwann aufgelöst haben.“ Auch in anderen sporadischen Rezensionen wird das Gesamtwerk der Gruppe als besonders gelungen gelobt.

## Stil
Die Musik von Dawn of Dreams wird als Gothic Doom beschrieben. So kombiniere die Band atmosphärische und emotionale Melodieführungen mit melodieführenden Keyboardpassagen, dem Riffing des Death Doom und Gesang der überwiegend als Growling präsentiert wird. Zugleich greife die Band auf Gitarren-Soli zurück, die für Gothic Metal als eher nachrangig gelten.

## Diskografie
- 1995: Visions in the Twilight (Demo, Selbstverlag)
- 1997: Amber (Album, Candlelight Records)
- 1998: Fragments (Album, Candlelight Records)
- 2000: Songs of Love and Pain (EP, Visionaire)
- 2001: Eidolon (Album, Hammer Müzik)